# Imbrasia wahlbergi
Imbrasia wahlbergi är en fjärilsart som beskrevs av Jean Baptiste Boisduval 1847. Imbrasia wahlbergi ingår i släktet Imbrasia och familjen påfågelsspinnare. Inga underarter finns listade i Catalogue of Life.